# Kościół św. Antoniego w Męcinie (nowy)
Kościół św. Antoniego w Męcinie – murowana świątynia rzymskokatolicka w miejscowości Męcina, pełniąca funkcję kościoła parafialnego miejscowej parafii św. Antoniego Opata.

## Historia
Od lat 70. XX wieku miejscowi parafianie starali się o pozwolenie na budowę nowego, większego kościoła, który miał przejąć funkcję kościoła parafialnego po zabytkowej świątyni, która była już za mała, jak na potrzeby rozwijającej się społeczności. Kamień węgielny pod budowę poświęcił papież Jan Paweł II 26 czerwca 1983, zaś wmurował go 20 października 1991 biskup Józef Życiński. Prace budowlane prowadzono od 1984 aż do 2006. Konsekracji kościoła dokonał biskup Wiktor Skworc.

## Kościół
Wystrój kościoła jest dziełem artysty ze Starego Sącza – Andrzeja Pasonia. Stanowi zamknięty układ kompozycyjny, koncentrujący się na Misterium Paschalnym.
Ołtarz wykonano z surowej bryły kamiennej. Z boku umieszczono wizerunek świętego Piotra.